# Drassodes thaleri
Drassodes thaleri es una especie de araña araneomorfa del género Drassodes, familia Gnaphosidae. La especie fue descrita científicamente por Hervé en 2009.
La longitud del cuerpo del macho es de 10 milímetros y de la hembra 10,8-13,2 milímetros. La especie se distribuye por Francia e Italia.